# جوست بيرمان
جوست بيرمان هو محامي وقاضي وشاعر هولندي، ولد في 9 يناير 1793 في Ouwerkerk ‏ في هولندا، وتوفي في 18 مارس 1855 في زيريك زي في هولندا.